# بيدلو (قشلاق أهر)
بيدلو (بالفارسية: بیدلو) هي منطقة سكنية تقع في إيران في قسم قشلاق الریفي. يقدر عدد سكانها بـ 32 نسمة .